# Nature Methods
Nature Methods (abrégé en Nat. Methods), est une revue scientifique mensuelle à comité de lecture spécialisée dans les aspects méthodologiques de la recherche en biologie.
D'après le Journal Citation Reports, le facteur d'impact de ce journal était de 32,072 en 2014. L'actuel directeur de publication est Daniel Evanko.